# Schönholzerswilen
Schönholzerswilen es una comuna suiza del cantón de Turgovia, ubicada en el distrito de Weinfelden. Limita al oeste y norte con la comuna de Bussnang, al noreste con Bürglen, al este con Kradolf-Schönenberg, y al sur con Wuppenau.
Hasta el 31 de diciembre de 2010 situada en el distrito de Münchwilen.

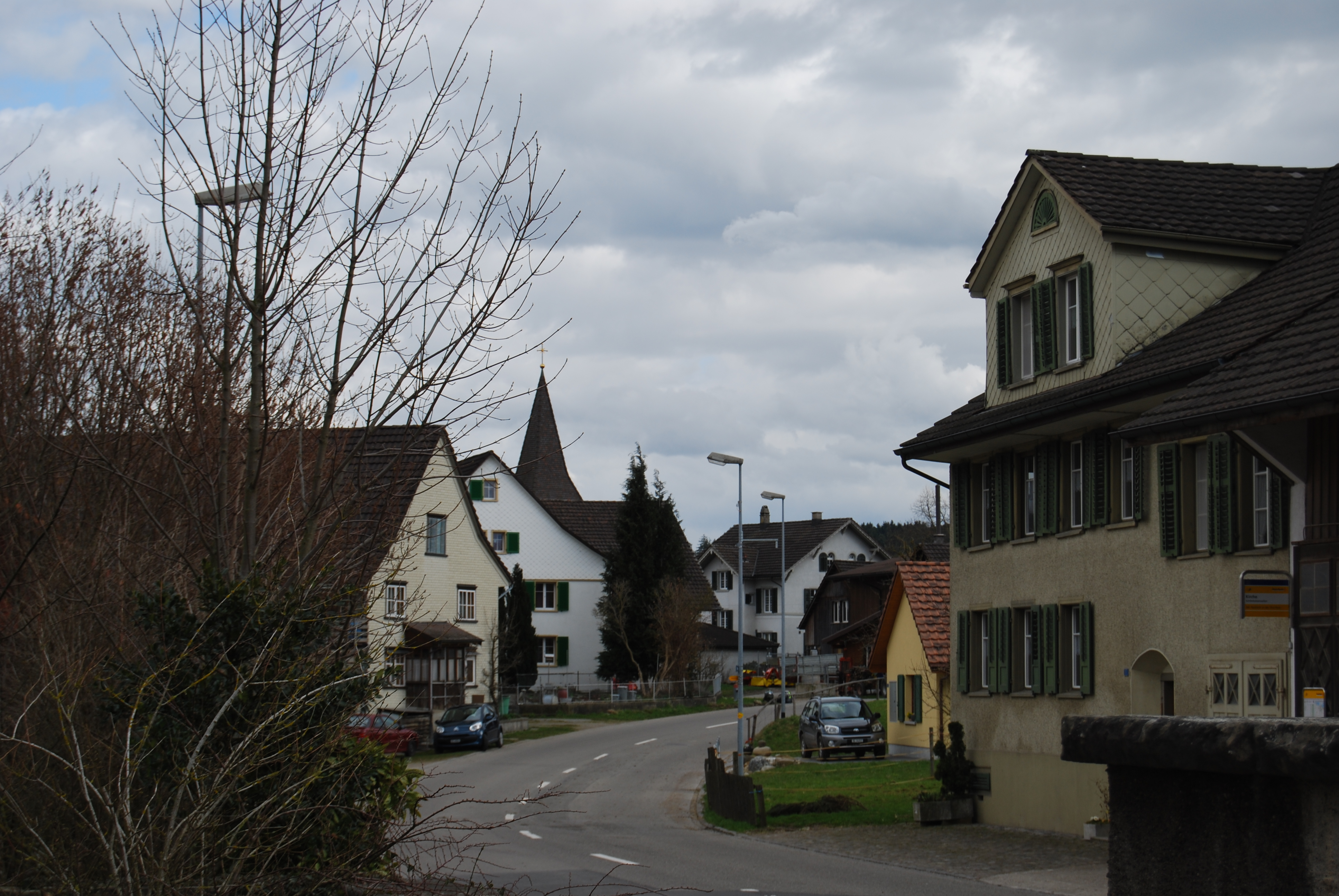
Schönholzerswilen